# Hilding Ekman
Hilding Ekman (Hilding Viktor „Kanaken“ Ekman;) (* 10. Januar 1893 in Stockholm; † 7. März 1966 in Uppsala) war ein schwedischer Langstreckenläufer.
Beim Crosslauf der Olympischen Spiele 1920 in Antwerpen wurde er Elfter und gewann mit der schwedischen Mannschaft Bronze.